# Plaque de la Sonde
Pour les articles homonymes, voir Sonde.
La plaque de la Sonde est une plaque tectonique de la lithosphère de la planète Terre. Sa superficie est de 0,219 67 stéradians. Elle est généralement associée à la plaque eurasienne.
Elle se situe dans le Sud-Est de l'Asie. Elle couvre le Sud de la péninsule indochinoise, l'Est de la mer d'Andaman, la mer de Chine méridionale, le Sud des Philippines et les îles de Bornéo, Sumatra et Java.
La plaque de la Sonde est en contact avec les plaques eurasienne, du Yangtsé, philippine, de Bird's Head, de la mer des Moluques, de la mer de Banda, de Timor, australienne et birmane.
Ses frontières avec les autres plaques sont notamment formées de la fosse des Philippines sur la côte Est des Philippines, des fosses de l'arc de la Sonde et de Java sur les côtes Sud et Ouest de Sumatra et de Java.
Le déplacement de la plaque de la Sonde se fait à une vitesse de rotation de 1,103° par million d'années selon un pôle eulérien situé à 55° 44′ de latitude Nord et 72° 95′ de longitude Ouest (référentiel : plaque pacifique).
La plaque de la Sonde tire son nom des îles de la Sonde qui forment l'archipel volcanique de l'Ouest et du Sud de l'Indonésie.

## Sources
- (en) Peter Bird, An updated digital model of plate boundaries, vol. 4, Geochemistry Geophysics Geosystems, 14 mars 2003 (DOI 10.1029/2001GC000252, Bibcode 2003GGG.....4.1027B, lire en ligne)